# Campionati europei di pattinaggio di velocità 1895
I Campionati europei di pattinaggio di velocità 1895 sono stati la 5ª edizione della manifestazione. Si sono svolti dal 26 al 27 gennaio 1895 a Budapest, in Ungheria.

## Podi

### Uomini
| Evento              | Oro          | Punti      | Argento       | Punti      | Bronzo         | Punti         |
| Allround (dettagli) | Alfred Naess | 4 vittorie | Giulio Seyler | 1 vittoria | Hermann Galler | 3 terzi posti |